# 蔣済
蔣 済（しょう さい/しょう せい、? - 嘉平元年（249年））は、中国三国時代の魏の武将。字は子通。子は蔣秀。孫は蔣凱。徐州広陵郡平阿県（現在の安徽省蚌埠市懐遠県）の人。『三国志』に「蔣済伝」がある。

## 生涯
出仕して、郡の計吏や州の別駕になった。
建安13年（208年）、揚州の合肥が孫権に包囲され危機に陥った時、曹操に派遣された張喜率いる援軍の多くが疫病にかかるという状況であったため、大軍が合肥の救援に向かっているという偽情報を孫権軍に流し、孫権軍に合肥の囲みを解いて撤退させることに成功し合肥の曹操軍の危機を救った。
建安14年（209年）、蔣済が報告のために曹操と面会すると、曹操は「淮南の住民を移住させたいが、どうであろうか」と蔣済に質問した。蔣済は「人は郷里を懐かしむもので、移住を喜びません」と答えた。213年、曹操はこの意見に従わず移住させようとしたが、淮水・長江付近に住む十数万の人々は孫権領に逃げ込んでしまった。後、曹操は蔣済に会った時に「賊を避けさせようとしただけなのに、かえって敵の方に駆り立ててしまった」と大笑いして言った。この後、蔣済は曹操の信頼を得て丹陽太守に任命され、南征の帰途には刺史であった温恢の別駕に任命された。謀叛の疑いをかけられたが、曹操がそれを一笑に付したという。後に中央に召喚され、丞相主簿の西曹の属官となった。
建安24年（219年）に関羽が樊城と襄陽を包囲し、援軍の于禁が水没して関羽に降伏すると、曹操は関羽が許都に近いことを恐れて遷都しようとした。蔣済は司馬懿と共に反対し、「于禁らは洪水のせいで没したのであり、戦いに失敗したわけではないので、国家の大計を損なうものではありません。孫権に長江以南の領有権を合法的に認め、関羽の背後を衝かせれば、関羽は撤退するでしょう」と進言した。曹操がその提案を受け入れ実行させると、孫権は荊州に攻め込み、関羽を捕らえ斬った。
曹丕（文帝）のときには相国長史となり、魏が建国されると東中郎将となった。中央に留まることを願い出たが、曹丕に叱咤激励されたため『万機論』を献上した。後、中央に戻って散騎常侍となり、帰還して早々に夏侯尚へ宛てた詔勅の内容を見咎め、曹丕に諫言してこれを撤回させた。黄初3年（222年）、曹仁が呉征伐をした際は別軍を率いたが、曹仁の用兵を批判した。曹仁は忠告を受け入れなかったため大敗れた。曹仁の没後、東中郎将に復帰して曹仁の兵を指揮した。
後に再び中央に戻って尚書となり、225年広陵再征伐に曹丕みずから広陵に軍を進めたとき、蔣済は水路の交通が困難であることを上奏し、また『三州論』をたてまつり、曹丕を諌めたが従わなかった。曹丕は忠告を受け入れなかったため軍船数千隻と10余万の大軍はすべて渋滞して進むことができなかった。この機に兵を留めて屯田したいといったが、蔣済は、水勢の盛んな時期には、賊が侵略しやすく、落ち着いて屯田できないと主張した。曹丕はその意見に従い、ただちに出発した。船をすべて蔣済にあずけた。蔣済は地を掘って水路を作り、あらかじめ土堤を作って湖の水をせきとめておき、船をつなぎあわせ、一度にせきを開いて淮水の中に流して動かした。結局は撤退の途上に魏軍は呉の孫韶に襲われて敗北した。
曹叡（明帝）が即位すると関内侯に封じられた。太和3年（229年）、曹休が呉征伐をした際は、中護軍にもなった。蔣済の予測は的中し、曹休は大敗した。また、中書監劉放・中書令孫資に専横の傾向があると見て取ったため、曹叡にこのことを諫言した。曹叡が太和6年（232年）以降、田豫や王雄に命じ遼東に対して何度か軍事行動を行なうと、信義を失うべきではないと批判した。曹叡は聞き入れなかった、けっきょく田豫の行動は失敗して帰還した。
また景初年間、曹叡が宮殿造営に熱中し、女色にも耽るようにもなると、これを厳しく諫言して曹叡から評価された。さらに司馬懿の公孫淵征伐の際は、曹叡は蔣済に相談して「孫権は救援するだろうか」と訊ねた。蔣済は「孫権はただいま、遼東を救援すると宣伝していますが、これは我が国を惑わすためのものです。そしてもしも我が国が勝利できなければ、その後で公孫淵を呉に仕えさせようと望んでいるのです。一方で、我が軍の上陸地点である沓渚はまだ公孫淵から遠い場所にあります。大軍が対峙してもすぐに決着がつかなければ、孫権の考えからして、軽装の兵を派遣して襲来するかもしれず、彼の行動が予測できない」と答えた（『漢晋春秋』）。
曹芳（斉王）のときには領軍将軍・昌領亭侯となり、太尉にまで昇進した。祭祀をめぐり高堂隆と議論する一方、専権を握る曹爽一派を憎んでいたという。嘉平元年（249年）、司馬懿が曹爽に対してクーデターを起こした時、司馬懿に協力し、助命を条件として曹爽を降伏させることに成功した。しかし、司馬懿が曹爽一派を殺そうとしたので「曹真（曹爽の父）の勲功を祀る者を絶やしてはなりません」と諫めたが、容れられなかったという。曹爽らを誅滅し、戦功として都郷侯の位と、七百戸の加増を与えられた。この恩賞について、曹爽一族誅滅の手柄は無いと主張し、固く辞したが、許されなかった。
『世語』によれば、蔣済は曹爽に対し「殺されることはない」と投降を促していたことから、曹爽が司馬懿に殺されると、曹爽を裏切ってしまったことを気に病み、同年の内に間もなく死去したという。諡号は景侯。

## 人物
蔣済は「硬骨漢」と呼ばれ、晩年の明帝に「蔣済がいなければ、こういう話は聞けない」と言わせたほどの性格であり、人物眼にも優れており鍾会の優れた才能をいち早く見抜いている。著述もよく書き、『万機論』・『三州論』などの作品を多数著した。
一方で大の酒好きで、酒に酔っては乱暴したり、面会を求めた者を体よく追い返すなどの一面があったため、人から恨まれ、人望に乏しかったという。
その中で、時苗という人物とのこんな話がある。蔣済が揚州の補佐官だったとき、寿春県令であった時苗が会いに来た。普通名士が来れば約束がなくても会うのが当時の礼儀であったが、この時蔣済は泥酔していて面会できる状態ではなかったので、時苗を門前払いにしてしまった。
激怒した時苗は帰宅すると、その日から木で作った人形に「酒徒蔣済（酒飲み蔣済という意味）」と書き記し、それを土塀の下に置いて、朝夕公然と弓で射るのを日課とした。このような行為をされた蔣済ではあるが、別段気にしなかったという（常林伝が引く『魏略』清介伝より）。
蔣済は同世代の司馬懿と親友の仲にあり、正史にも彼と司馬懿の会話が記載されているものが少なくない。曹爽の下に桓範が逃亡した際は「曹爽には桓範を用いることができないだろう」と言い、結局その通りになった（曹爽伝が引く『晋書』より）。また、王淩の子である王広の才能を司馬懿の前で賞賛し、後に王淩の一門を滅ぼすことになるのではないかと、後悔した話もある（王淩伝が引く『魏氏春秋』より）。